# Pyramide d'Ouserkaf
La pyramide d'Ouserkaf qui est de type à faces lisses se trouve à l'angle nord-est du complexe funéraire de Djéser. Elle a été visitée et explorée pour la première fois en 1839 par John Shae Perring et identifiée comme celle d'Ouserkaf en 1928 par Cecil Mallaby Firth.
Elle faisait partie d'un complexe funéraire élaboré qui tranche avec ceux bâtis par la IVe dynastie démontrant bien un changement de conception dans l'édification des monuments funéraires royaux. Cette tendance déjà sensible sous le règne du prédécesseur immédiat d'Ouserkaf, Chepseskaf, s'affirme ici avec d'une part le choix du site de la nécropole royale qui revient au cœur même de Saqqarah et d'autre part par l'architecture même du complexe funéraire.

## Le complexe funéraire

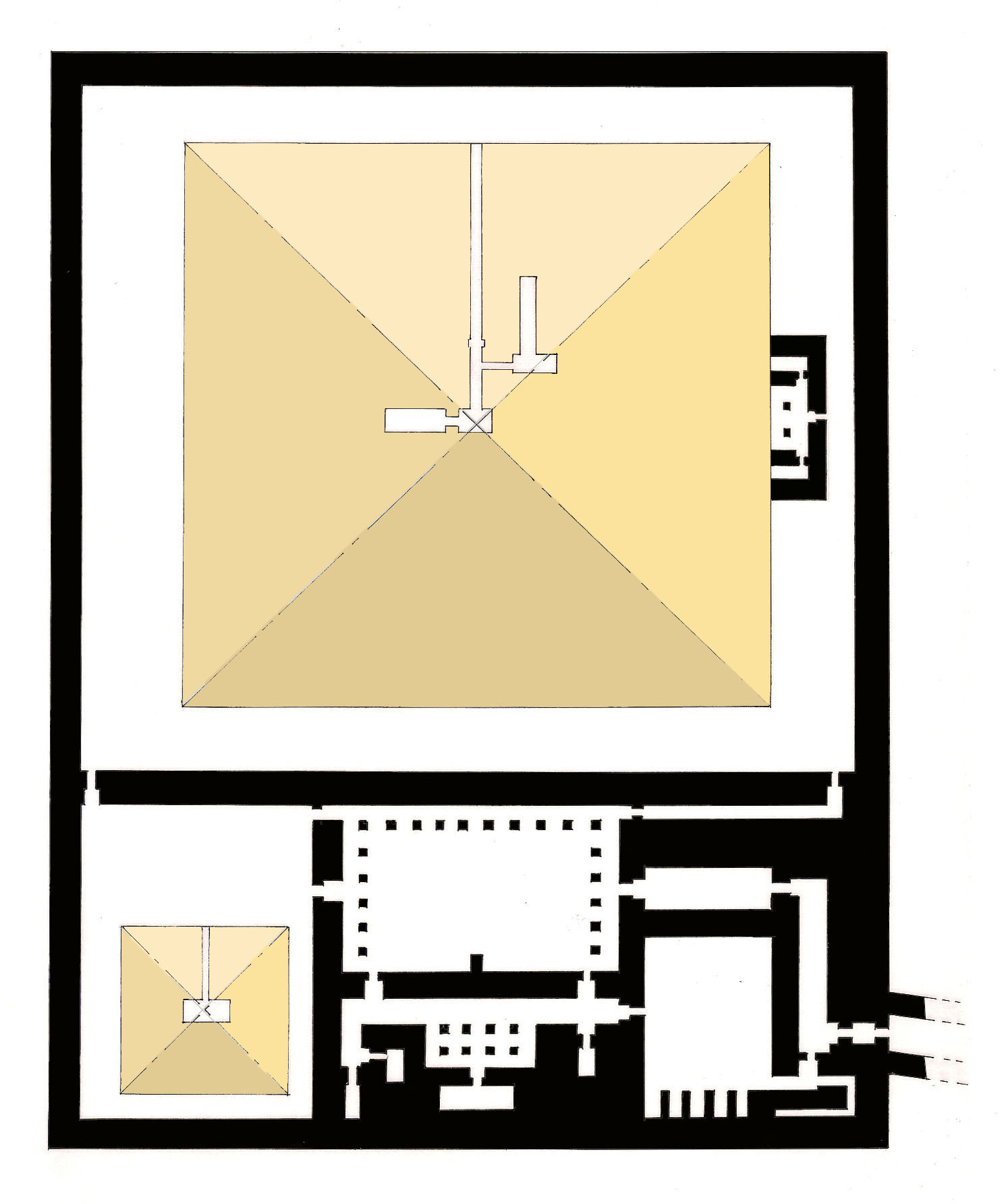
Plan du complexe funéraire d'Ouserkaf

Ouserkaf choisit donc de se rapprocher des origines de la royauté en faisant bâtir son tombeau à proximité immédiate de la pyramide de Djéser. Il conserve le plan d'ensemble élaboré sous la IVe dynastie comprenant un temple d'accueil ou temple de la vallée, dont on n'a pas encore retrouvé les vestiges, relié par une chaussée montante au tracé également perdu, à un temple funéraire qui jouxte la pyramide et dont il ne reste aujourd'hui que le dallage en basalte ainsi que des blocs de granite qui constituaient les portes du temple.
Au contraire des exemples précédents le temple n'est pas accolé à la face est de la pyramide royale mais est construit dans la partie méridionale du complexe funéraire. Il comprenait des magasins ainsi qu'un sanctuaire à cinq chapelles qui deviendra la règle dans tous les édifices funéraires royaux qui suivront. Une vaste cour suivait et faisait face à la pyramide. Elle était entourée sur trois de ses côtés d'un péristyle de piliers à section carrée, en granite rouge d'Assouan. Ils portaient tous la titulature du roi sur leur face donnant sur la cour. Les proportions de ce vaste espace à ciel ouvert, sont héritées des grandes cours cérémonielles des complexes funéraires de la IVe dynastie. C'est de cette cour que provient une tête colossale d'Ouserkaf en granite aujourd'hui exposée au Musée du Caire. 
Le temple était bâti en calcaire pour ses murs, avec du granite pour ses piliers et portes monumentaux et du basalte pour le dallage des espaces à ciel ouvert, tandis que les parties couvertes étaient pavées de calcite ou d'albâtre. La richesse des minéraux utilisés pour la construction et les contrastes de leur couleur devaient produire un effet saisissant aux visiteurs qui fréquentaient l'édifice au temps de sa splendeur. C'est cette même qualité qui attirera très tôt dans l'Antiquité la convoitise des carriers à la recherche de matériaux de choix, tant et si bien qu'à l'époque Saïte le monument devait déjà avoir un aspect ruiné proche de celui qu'il présente aujourd'hui. De nombreux vestiges de la décoration en relief du temple ont été cependant découverts au cours des fouilles successives qui ont eu lieu au XXe siècle. Ils sont également exposés au Musée du Caire et permettent de déduire que le programme iconographique du temple était très élaboré et raffiné, à l'image de ce que Sahourê successeur d'Ouserkaf commandera pour son propre temple funéraire d'Abousir.
Pour la première fois dans un monument funéraire royal ce décor pariétal recouvre la presque totalité du temple, multipliant les scènes symboliques dans lesquelles le roi divinisé occupe le rôle principal au milieu des dieux et des hommes.

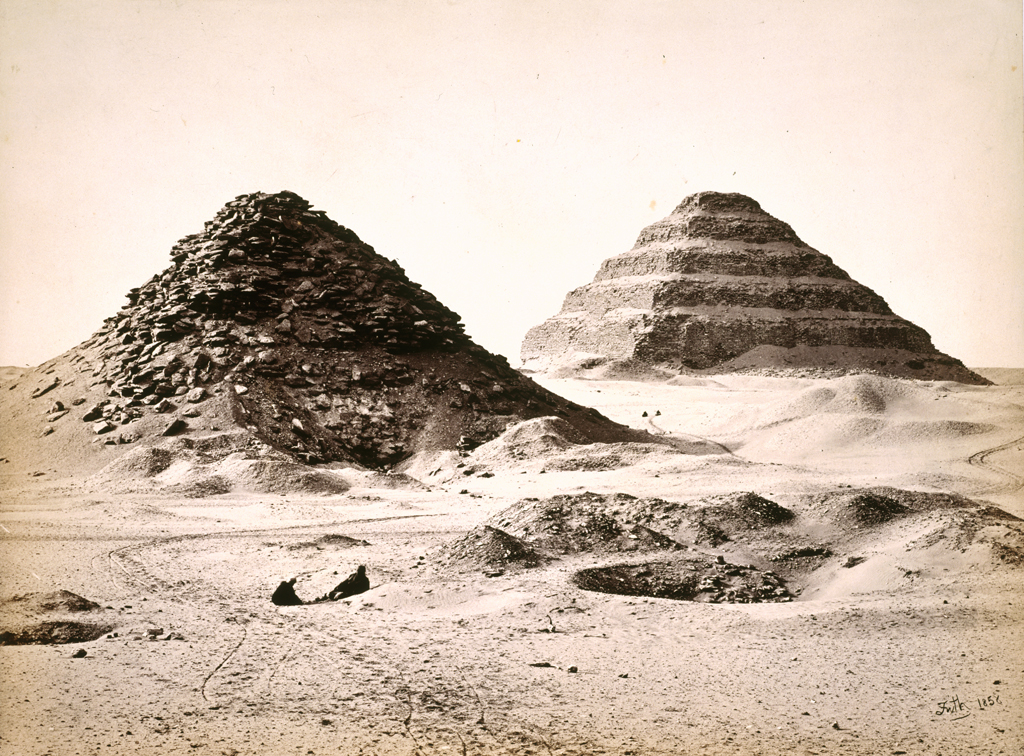
Vue de la face nord de la pyramide d'Ouserkaf avec en arrière-plan la pyramide de Djéser en 1858

La différence d'orientation de ce temple funéraire du schéma classique des complexes pyramidaux de l'Ancien Empire est diversement appréciée et interprétée par les égyptologues. Certains estiment que l'architecte d'Ouserkaf n'a eu d'autre choix en raison du caractère accidenté du terrain à l'est de la pyramide, d'autres pensent qu'Ouserkaf a cherché à affirmer ainsi le caractère solaire de la dynastie, faisant bénéficier de la sorte son temple d'un ensoleillement maximum dans la journée. 
Il est vrai qu'il est le premier pharaon à édifier un temple solaire en dehors d'Héliopolis à Abousir, site qui sera d'ailleurs choisi par ses successeurs pour édifier leur nécropole royale et d'autres temples solaires (voir notamment celui d'Abou Ghorab). Mais les édifices solaires, qui ne sont pas des édifices funéraires, ne semblent pas répondre à ce plan architectural singulier à Saqqarah.
Il est tout aussi probable qu'Ouserkaf choisit délibérément d'étendre son complexe funéraire vers le sud à l'image du complexe funéraire de Djéser qui présente lui aussi un développement sur un axe nord-sud, et que l'imitation ait été jusqu'à ménager l'accès au temple au sud-est de l'enceinte du complexe comme pour le complexe funéraire de Djéser, voire qu'il n'y ait jamais eu de temple bas ni de chaussée d'accès ce qui expliquerait qu'on en ait retrouvé aucune trace jusqu'à présent.
Autre particularité du complexe funéraire, pour la première fois la pyramide-satellite est intégrée au temple funéraire royal alors qu'auparavant elle ne figurait dans les complexes funéraires de la IVe dynastie qu'en tant qu'élément annexe voire isolé du complexe.
Enfin au sud du temple funéraire se trouvait une pyramide secondaire, attribuée à Néferhétepès, probable grande épouse royale d'Ouserkaf. Cette petite pyramide très dégradée comporte un accès aux appartements funéraires de la reine, situé sur la face nord. La chambre funéraire aujourd’hui à l'air libre comporte encore une partie de sa couverture constituée d’une voûte en chevrons. Du fait du délabrement extrême du complexe funéraire d'Ouserkaf il est difficile de reconnaître sur place comment cette pyramide de reine était accessible. Si au début de son excavation Cecil Mallaby Firth la croyait articulée au temple funéraire du roi les fouilles ultérieures menées par Jean-Philippe Lauer puis Audran Labrousse ont révélé qu'elle comportait un accès indépendant par un petit temple accolé à sa face est, aujourd'hui disparu, identifiant ainsi un petit complexe pyramidal qui servira de modèle par la suite.

## La pyramide
De dimensions modestes, avec une base d'environ soixante-treize mètres et une hauteur initiale de près de cinquante mètres, la pyramide elle-même est construite en blocs de calcaire taillés de petites dimensions disposés en assises régulières.
On accède aux appartements funéraires du roi par une entrée située sur la face nord de la pyramide qui était autrefois dissimulée par le revêtement de calcaire Tourah aujourd'hui disparu. Un couloir s'enfonce dans le sol et mène à une chambre à herses qui distribue deux ensembles de chambres perpendiculaires. Au nord-est se trouvaient les magasins qui devaient abriter le mobilier funéraire du roi, dans l'axe de la pyramide se trouvait l'antichambre avec immédiatement à l'ouest la chambre funéraire royale qui contient encore le sarcophage d'Ouserkaf ainsi que son coffre à canopes.
Aucune inscription n'a été relevée ni dans les appartements souterrains ni sur le sarcophage. La base mesure 73,3 m et la hauteur actuelle est de 49,4 m.
La méthode de construction et les proportions du monument tranchent là encore avec les édifices de la IVe dynastie.
Il semble qu'Ouserkaf ait porté ses efforts de constructeur sur d'autres projets dont son temple solaire d'Abousir serait un témoin. Le fait que le complexe funéraire royal n'est plus l'objet d'un chantier titanesque comme précédemment ce fut le cas à Dahchour, Gizeh ou Abou Rawash trouble la plupart des rédacteurs de l'histoire de l'Égypte antique au point d'élaborer des hypothèses d'une dégradation des technologies ou d'une crise économique due à une pénurie généralisée des moyens, épuisés par les projets dispendieux des règnes précédents.
Cette hypothèse cadre mal avec l'histoire de l'Ancien Empire et celle de la Ve dynastie qu'Ouserkaf inaugure, qui ne présente alors aucun signe particulier d'une éventuelle décadence de moyen et de pouvoir.
Plus raisonnablement et en l'absence de preuves concrètes de l'une ou l'autre des hypothèses avancées, il convient de comprendre ces particularités à l'aune des points de convergence avec le complexe de Djéser, fondateur de la IIIe dynastie, tout comme Ouserkaf est à l'origine d'une nouvelle dynastie de rois.

## Photos

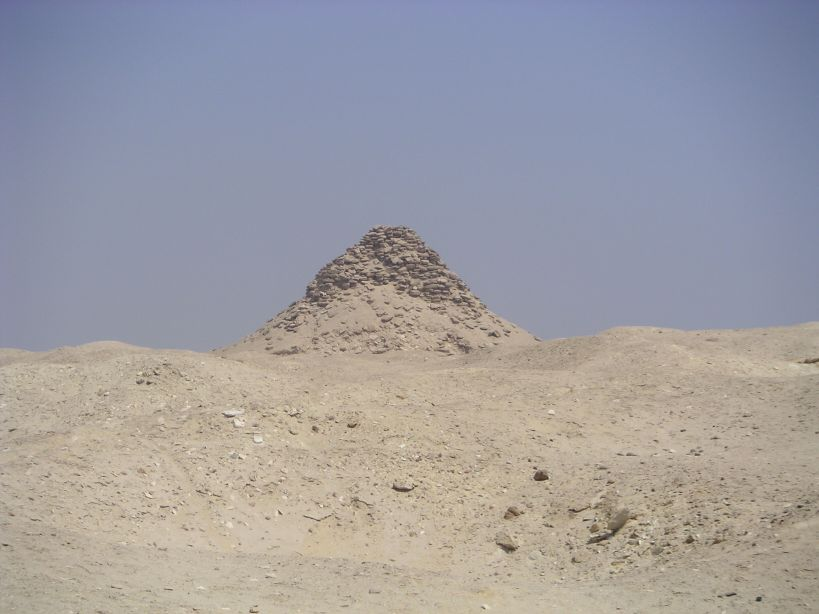
Vue de la pyramide d'Ouserkaf dans le désert
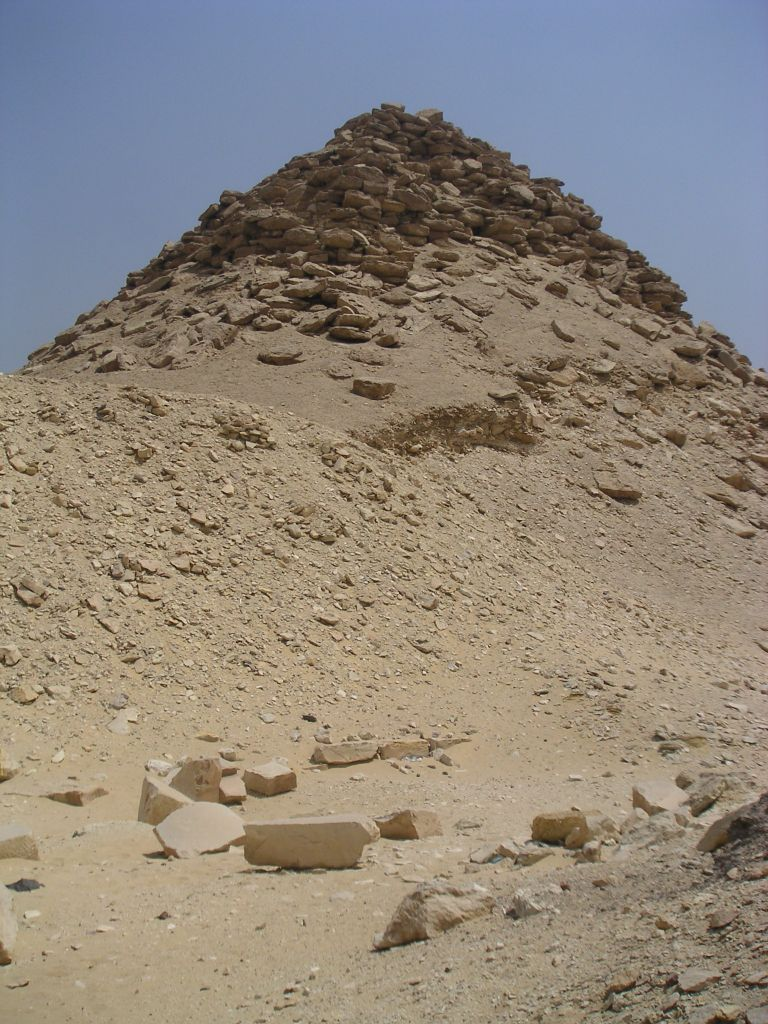
Vue de l'angle sud-ouest de la pyramide d'Ouserkaf à Saqqarah
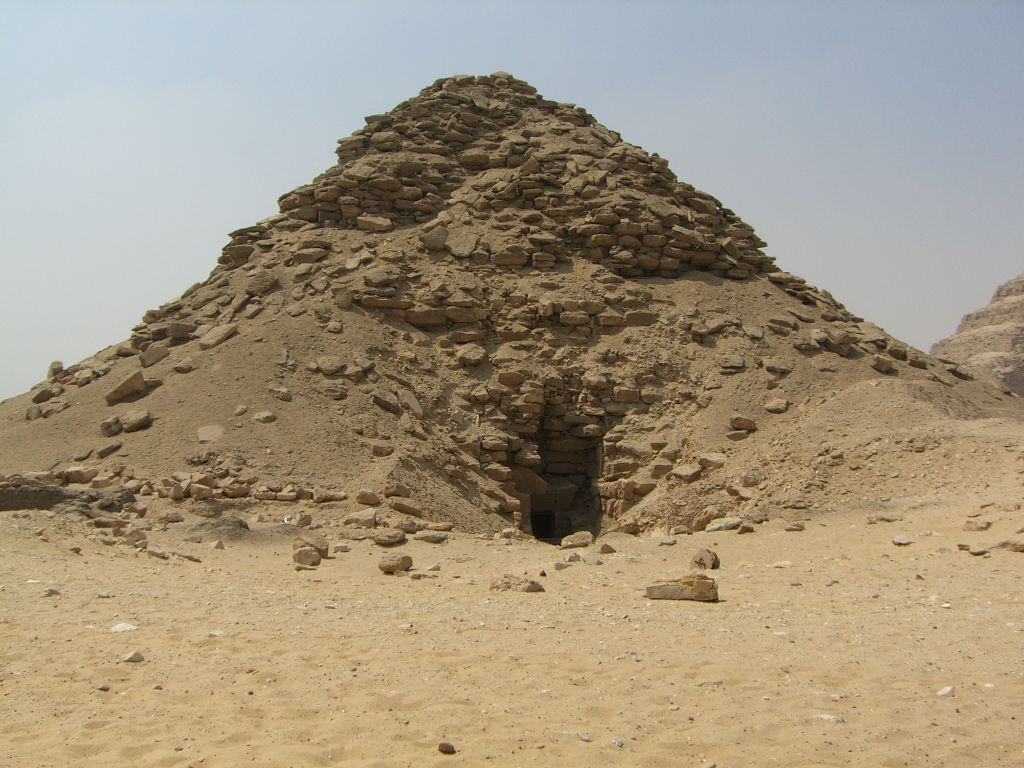
Vue sur la face nord de la pyramide d'Ouserkaf avec l'accès aux chambres souterraines
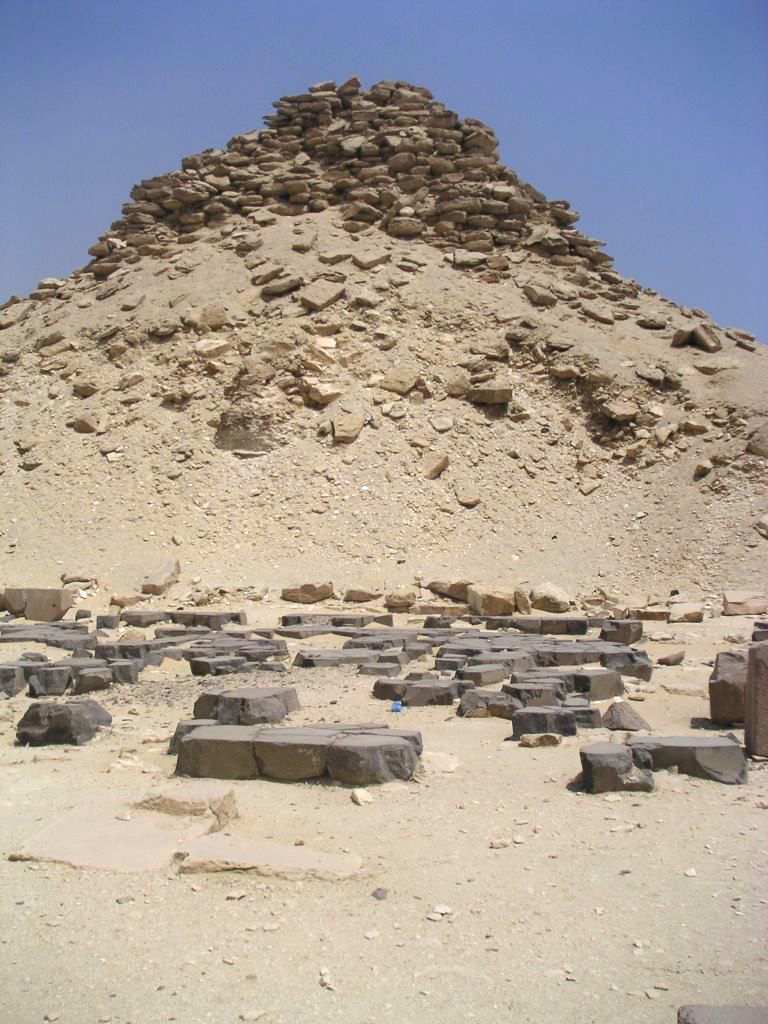
Vue sur la cour du temple funéraire et de la face sud de la pyramide d'Ouserkaf
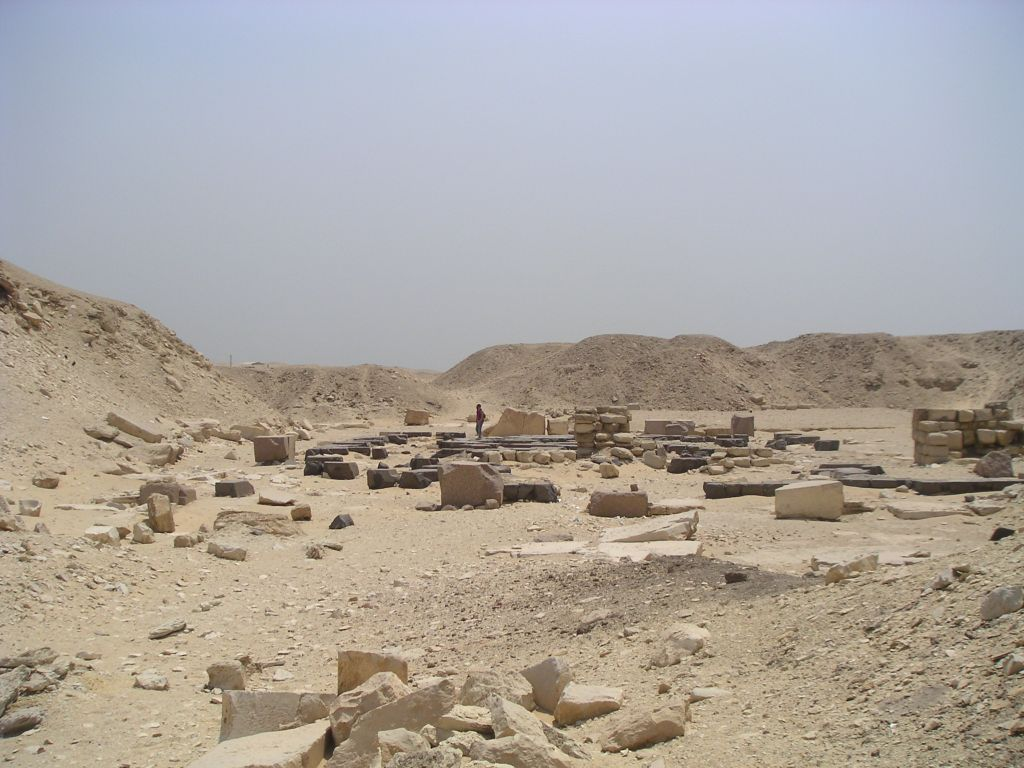
Ruines du temple funéraire d'Ouserkaf à Saqqarah
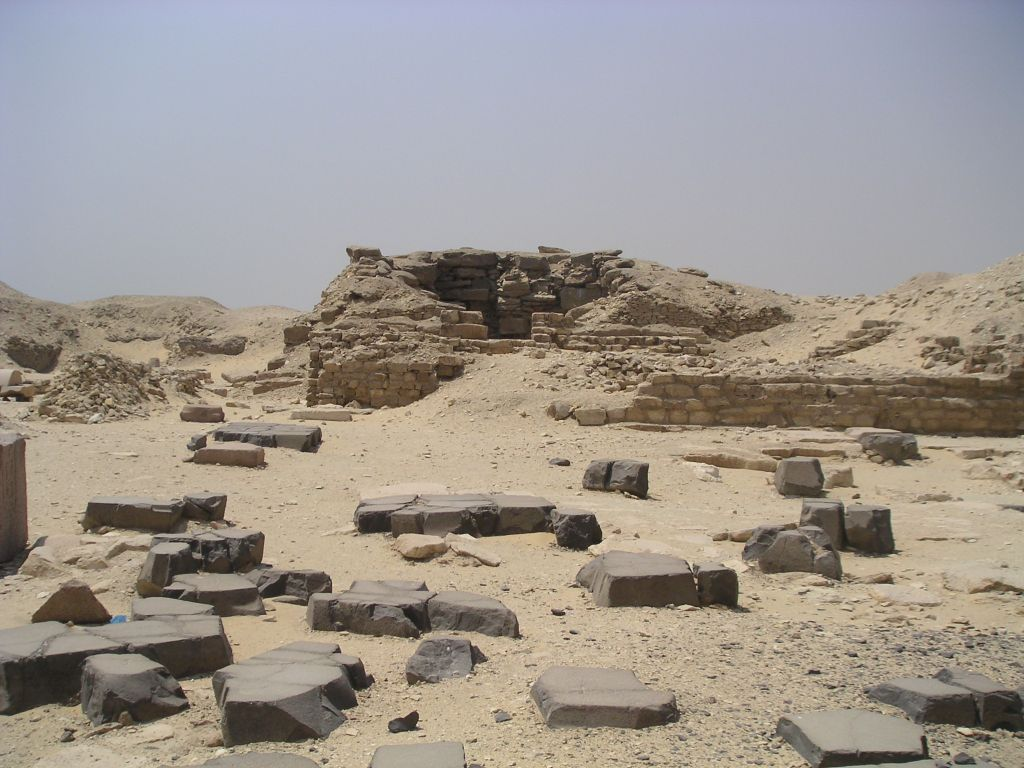
Ruines du temple d'Ouserkaf et de la pyramide de reine attribuée à Néferhétepès
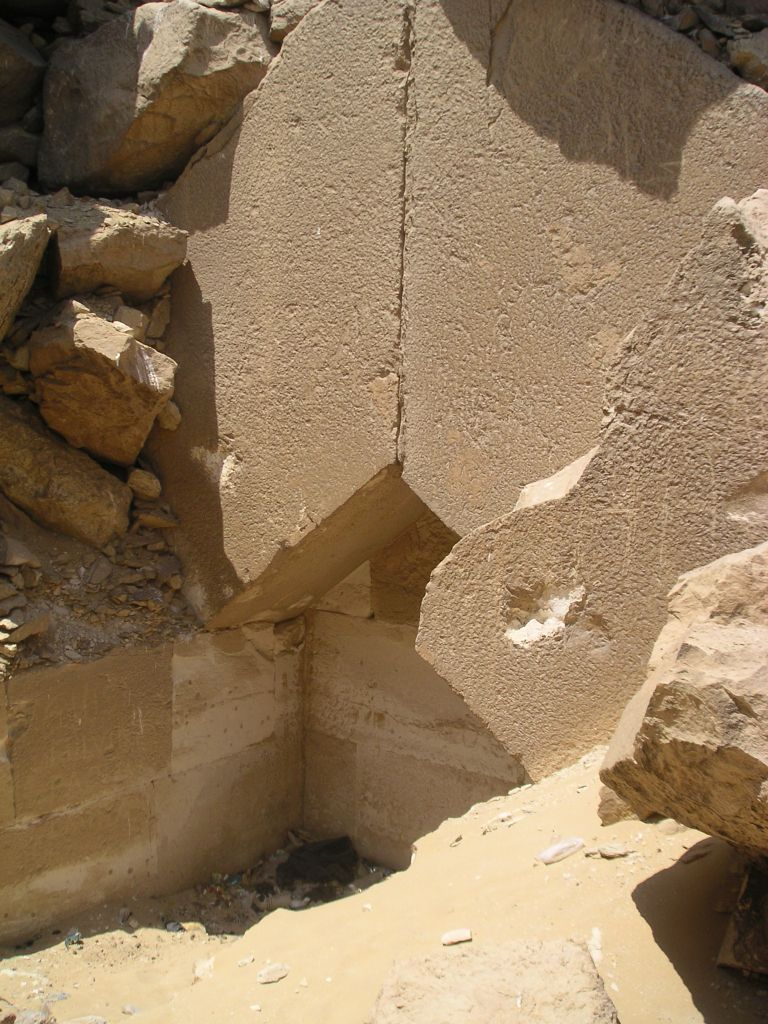
Vue sur la chambre funéraire de la pyramide attribuée à la reine Néferhétepès

## Images virtuelles

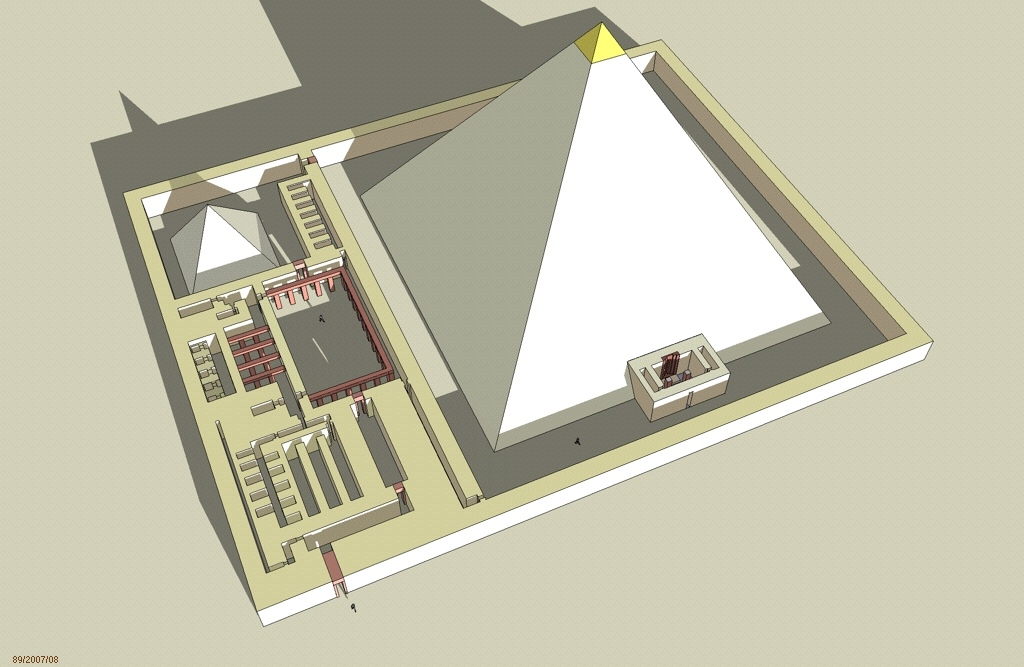
Essai d'élévation du complexe pyramidal d'Ouserkaf à Saqqarah, réalisé à partir du plan relevé par Jean-Philippe Lauer et Audran Labrousse.
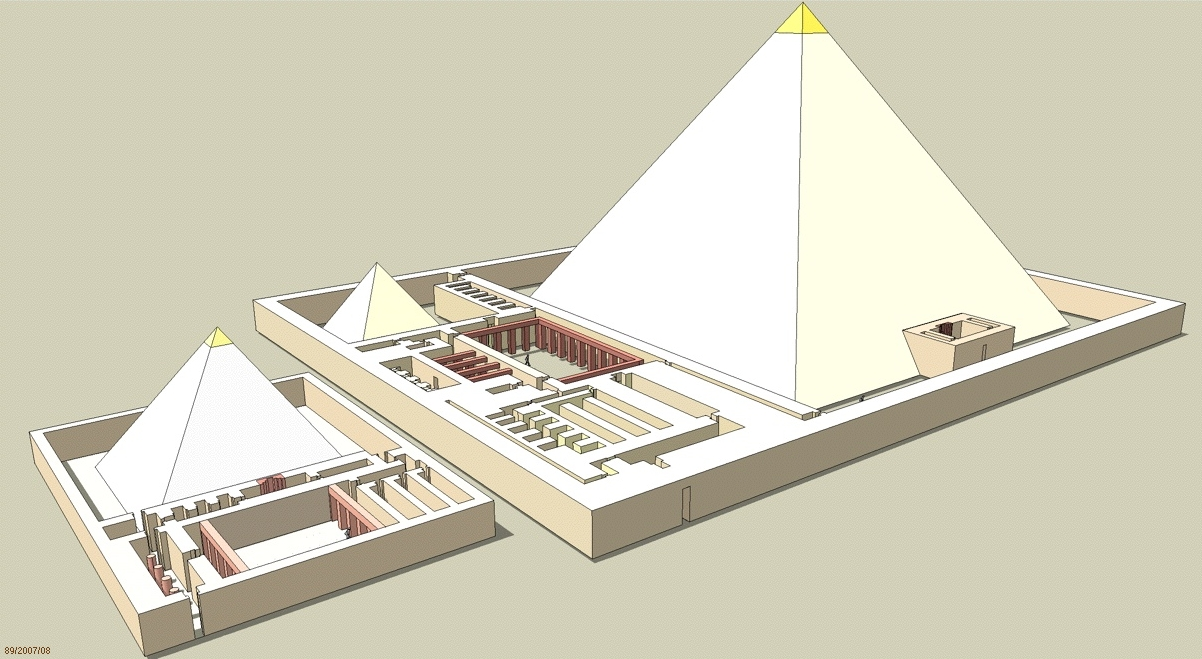
Complexe funéraire d'Ouserkaf avec la pyramide de son épouse Néferhétepès.
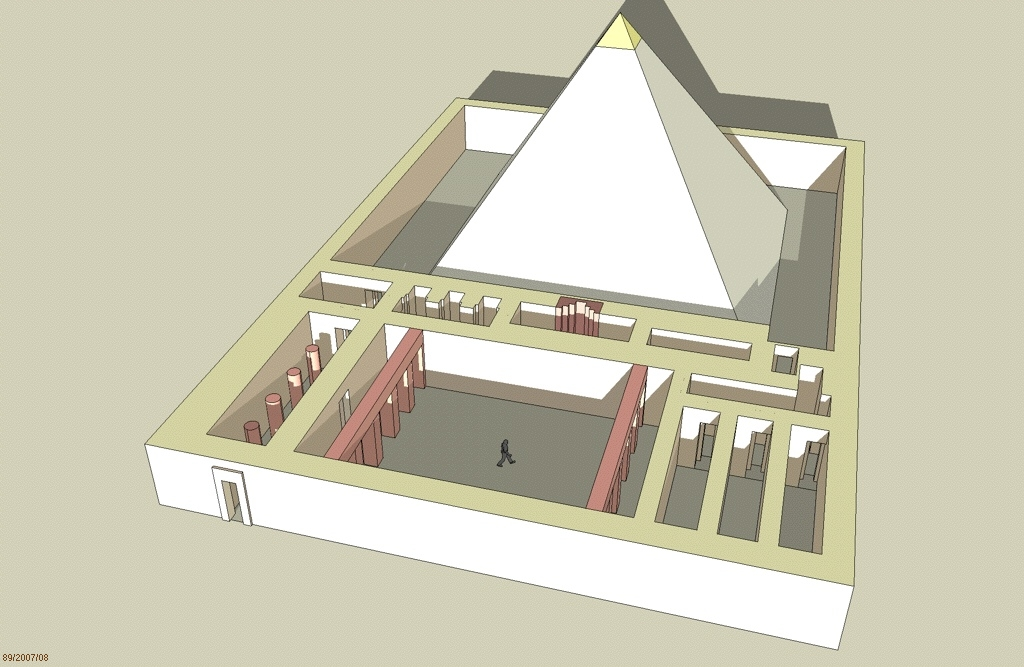
Essai de restitution de la pyramide de Néferhétepès.
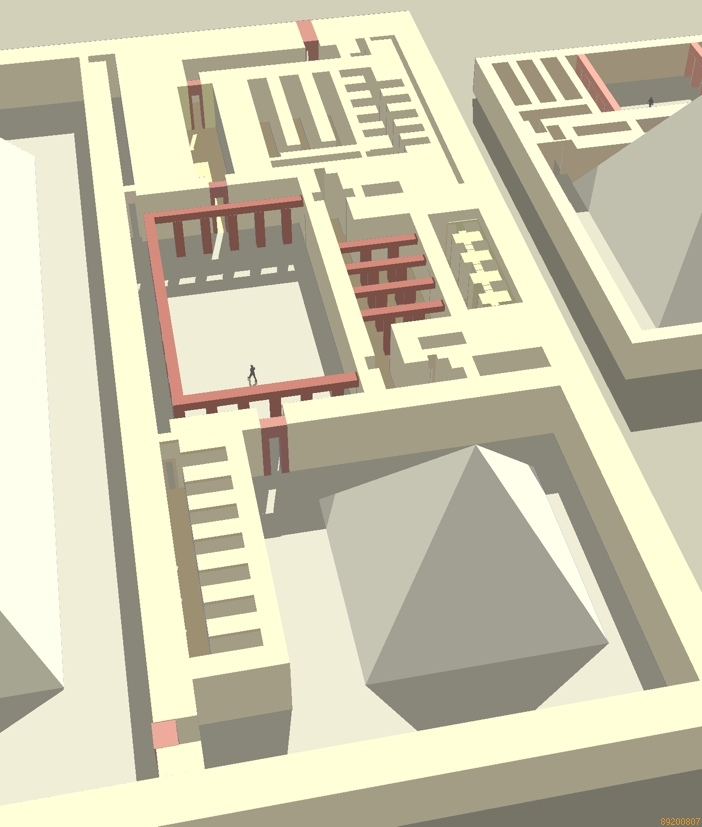
Essai de restitution du temple funéraire d'Ouserkaf.